# Bruna Honório
 Bruna Honório da Silva  nascida em Agudos, 3 de julho de 1989  é uma voleibolista indoor brasileira, atuante na posição de oposto, antes desempenhou a de ponteira , com marca de alcance de 300 cm no ataque e 260 cm no bloqueio, e que serviu a seleção brasileira universitária na conquista da medalha de prata na edição da Universíada de 2013 na Rússia, e semifinalista na edição de 2015 na Coreia do Sul; também serviu a seleção brasileira militar  na conquista dos títulos do Campeonato Mundial Militar de 2014 no Brasil e dos Jogos Mundiais Militares de 2015 na Coreia do Sul, além do prata obtida na edição do ano de 2018 no Canadá.Em clubes conquistou o bicampeonato em edições do Campeonato Sul-Americano de Clubes, nos anos de 2013 e 2015, sediados no Peru e Brasil, respectivamente, sendo medalhista de prata no Campeonato Mundial de Clubes de 2013 e semifinalista na edição de 2015, ambas  na Suíça.

## Carreira
O início da Bruna na prática do voleibol foi por dos seus 13 anos de idade, representando as categorias de base da PM de Agudos, depois migrou para São Paulo onde teve uma passagem pela categoria de base da  Associação Brasileira “A Hebraica” de São Paulo, sendo seu primeiro clube profissional.Na jornada esportiva 2006-07 foi atleta da Apiv/Piracicabae por este time conquistou o bicampeonato nos Jogos Abertos do Interior nos anos de 2006 e 2007, primeira divisão.
Na sequência representou ao time do São José dos Campos Vôlei na edição do Campeonato Paulista de 2008, época que atuava pelo time tanto na posição de ponteira.No período esportivo 2008-09 reforçou a equipe do Cativa/Pomerode/ADP alcançando o vice-campeonato na Liga Nacional de Voleibol de 2008e a quarto posição no Campeonato Catarinense neste anodisputou por este clube a edição da Superliga Brasileira A 2008-09, quando vestia a camisa #3 encerrando na décima segunda posição.
Na jornada 2009-10 atuou pela Cativa Oppnus/Brusque, contratada para a posição de oposto e sagrou-se campeã do Torneio Nacional de Clubes Feminino ou I Copa Cativa/Oppnus de 2009, e também na Liga Nacional de Voleibol em 2009.
Pelo clube da cidade de Brusque conquistou de forma invicta na 49ª edição dos Jogos Abertos de Santa Catarina (Jasc) de 2009, a equipe representou a cidade de Pomerode e também o título do Campeonato Catarinense de 2009; ela que foi a camisa #1 do time também competiu na Superliga Brasileira A 2009-10e avançou às quartas de final da edição e encerrou na oitava posição.
Em 2010 reforçou o Banana Boat/Praia Clube conquistando o título da Liga Nacional de Voleibol de 2010.
Foi atleta do BMG /São Bernardo e foi semifinalista do Campeonato Paulista de 2010, alcançando o vice-campeonato nos Jogos Abertos do Interior em Santos de 2010 e disputou a Superliga Brasileira A 2010-11, época que era a camisa #12 do time, disputando a fase das quartas de final , finalizando na oitava colocação.
Em 2011 foi contratada pelo Uniara/Araraquara, e disputou por este a edição do Campeonato Paulista.Ainda na temporada 2011-12 foi contratada pelo EC Pinheiros e disputou a Superliga Brasileira A correspondenteencerrando na nona posição.
Transferiu-se na jornada 2012-13 para a equipe do  Unilever/Sky/RJ e conquistou o título do Campeonato Carioca de 2012 e conquistou seu primeiro título na correspondente Superliga Brasileira A.
Pela Unilever/Sky/RJ conquistou seu primeiro ouro no Campeonato Sul-Americano de Clubes em 2013, realizado em Lima.  Peru, sendo um dos destaques da competição recebendo o prêmio de melhor bloqueadora obtendo a qualificação para o Campeonato Mundial de Clubes sediado em Zurique, Suíça , quando vestiu a camisa #9 alcançando a medalha de prata.
Em 2013 foi convocada para representar o país na XXVII edição da Universíada de Verão realizada na cidade de Cazã e vestindo a camisa #3 conquistou a medalha de prata
Renovou com a Unilever/RJ para as competições da jornada 2013-14 e conquistou o bicampeonato na edição do Campeonato Carioca de 2013, conquistou seu bicampeonato na Superliga Brasileira Ae alcançou o bronze na Copa Brasil de 2014 em Maringá,Paraná, após eliminação nas semifinais.
Ainda em 2014, com a graduação de 3º sargento representou a Seleção Brasileira Militar na 15ª edição do Campeonato Mundial Militar, realizado novamente no Rio de Janeiro, sagrando-se campeã da competição.
No período esportivo de 2014-15 permaneceu no mesmo clube que utilizou a alcunha “Rexona-Ades/RJ” disputou as competições do período 2014-15e conquistou o terceiro título consecutivo do Campeonato Carioca em 2014e disputou a Superliga Brasileira A 2014-15 sagrando-se tricampeã nesta competição. 
No ano de 2015 atuou pelo “Rexona-Ades/RJ” na conquista da medalha de ouro no Campeonato Sul-Americano de Clubes, sediado em Osasco, Brasil e disputou o Campeonato Mundial de Clubes referente a este ano, vestia a camisa #3, a equipe encerrou na quarta posição.
Ainda em 2015 representou o país em sua segunda edição de Universíada de Verão, desta vez em Gwangju, Coreia do Sul, vestiu a camisa #3, e ao final conquistou o quarto lugar na competição.Já pela seleção brasileira militar disputou os Jogos Mundiais Militares de 2015, sediado também na Coreia do Sul, na cidade de Mungyeong e foi nomeada a melhor jogadora da edição (MVP).
Foi contratada pelo Vôlei Bauru/Conciligpara a temporada de 2015-16 e por este disputou a edição da correspondente Superliga Brasileira Afinalizando na décima posição.
Renovou com o mesmo time que utilizou a alcunha “Genter/ Vôlei Bauru”, conquistou o título da Copa Santiago Seguros de Vôlei, realizada em Bauru; também foi finalista na Copa São Paulo de 2016sagrando-se campeã da Copa São Paulo de 2016, conquistando o título dos Jogos Abertos do Interior de São Paulo realizado em Bauru e disputou a Superliga Brasileira A 2016-17 alcançando a quinta posição, sendo a última temporada dela por este clube.
Disputou a temporada 2017-18 pelo EC Pinheiros, retornando ao clube após alguns anosconquistando o bicampeonato na Copa São Paulo de 2017 e disputou a Superliga Brasileira A correspondente e finalizou na sétima posição, destacando-se individualmente, resgistrando 412 pontos, sendo a terceira maior pontuadora, e foi premiada como melhor saque da competição .
Em 2018 representou novamente o Brasil na edição do Campeonato Mundial Militar em Edmonton, Canadá, conquistando a medalha de prata; nesta mesma temporada recebeu convocação para seleção brasileira para disputar a edição da Copa Pan-Americana realizada em Santo Domingo e terminou na quarta posição.
Foi anunciada como um dos novos reforços do  Camponesa/Minas para o período esportivo 2018-19 e sagrou-se campeã da edição do Campeonato Mineiro de 2018, sendo o destaque individual da competição;e disputou a edição do Campeonato Mundial de Clubes de 2018 realizado em Shaoxing, sendo uma das protagonistas na semifinal, ajudando o time a reverter um placar de 24-19 no segundo set para o até então favorito Eczacıbası VitrA, conseguindo a classificação a finale conquista a medalha de prata.
Pelo Itambé/Minas conquistou o título da Copa Brasil de 2019 realizada em Gramado e foi bicampeã do Campeonato Sul-Americano de Clubes de 2019 realizado novamente em Belo Horizonte e eleita a melhor oposto desta edição;e contribuiu para conquista do clube do título da Superliga Brasileira 2018-19

## Títulos e resultados
- Universíada de Verão:2015[54]
- Copa Pan-Americana:2018[73]
- Campeonato Mundial de Clubes:2015[53]
- Superliga Brasileira A:2012-13[34], 2013-14[43], 2014-15[50] e 2018-19
- Copa Brasil:2019[79]
- Liga Nacional de Voleibol:2009[13] e 2010[22]
- Liga Nacional de Voleibol:2008[5]
- Campeonato Mineiro:2018[75]
- Campeonato Carioca:2012[33], 2013[42], 2014[48]
- Campeonato Catarinense:2009[18]
- Campeonato Catarinense:2008[6]
- Copa São Paulo:2016[66] e 2017[70]
- Jogos Abertos de Santa Catarina (Jasc):2009[16]
- Jogos Abertos do Interior de São Paulo (Divisão Especial):2016[67]
- Jogos Abertos do Interior de São Paulo (Primeira Divisão):2006[3] e 2007[3]
- Jogos Abertos de São Paulo: 2010[25]
- Copa Santiago Seguros:2016[64]
- Copa Cativa/Oppnus:2009[12]

## Premiações individuais
- Melhor Oposto do Campeonato Sul-Americano de Clubes de 2019[80]
- MVP do Campeonato Mineiro de 2018[76]
- Melhor Saque da Superliga Brasileira A 2017-18 [71]
- MVP do Campeonato Mundial Militar de 2015[59]
- Melhor Bloqueadora do Campeonato Sul-Americano de Clubes de 2013[37]